# Рускони, Камилло
Камилло Рускони (итал. Camillo Rusconi; 1658—1728) — итальянский скульптор, работал в основном в Риме в переходный период от позднего барокко к раннему неоклассицизму.

## Биография
Камилло Рускони обучался скульптуре в Милане у скульптора Джузепе Рузнати. К 1685—1686 годам он переехал в Рим, где работал в мастерской под руководством Эрколе Феррата, однако тот умер примерно через два года после приезда Рускони. Талант скульптора привлёк внимание римских комиссионеров, которые занимались наймом и оплатой труда местных художников, часто от имени другого лица. Например, ему заказали гипсовые аллегорические скульптуры, изображающие четыре добродетели («Умеренность», «Сила», «Справедливость», «Благоразумие») для капеллы церкви Сант-Иньяцио. Затем Рускони работал вместе с Пьером Ле Гро Младшим над скульптурами ангелов для тимпана алтаря Святого Игнатия в церкви Иль-Джезу. В 1727 году он стал членом Академии Святого Луки.
Шедевром Камилло Рускони являются фигуры четырёх апостолов (Иакова Старшего, Иоанна, Матфея и Андрея) выполненные им в течение 1708—1718 годов для ниш базилики Сан-Джованни-ин-Латерано. Этот проект для творчества Рускони стал в тот период основным. Заказ на статуи других апостолов получили Пьер Ле Гро и Пьер-Этьен Монно, но каждый из них должен был сделать только по две статуи. Руководил выполнением заказа папы Климента XI кардинал Бенедетто Памфили, архиепископ латеранской базилики. Возглавляли работы архитектор Карло Фонтана (до 1714 года) и живописец Карло Маратта. Классическая сдержанность фигур работы Рускони показывает его склонность в этот период к эстетике неоклассицизма.
Другие работы Камилло Рускони представляют собой декоративные скульптуры и рельефы для базилик Сан-Сильвестро-ин-Капите, Сан-Сальваторе-ин-Лауро и Санта-Мария-ин-Валичелла. Он также выполнил оформление надгробий папы Григория XIII в соборе Святого Петра, Бартоломео Корсино в Латеранской базилике и Александра Собеского в церкви Санта-Мария-делла-Кончеционе. Портретный бюст влиятельной Джулии Альбани дельи Абати Ольвьери, тёти папы Климента XI, работы Рускони считается ещё одним его шедевром. В настоящее время это произведение хранится в Музее истории искусств в Вене.
Среди учеников Рускони были такие известные скульпторы, как Джованни Баратта, Пьетро Браччи, Джованни Баттиста Майни, Филиппо делла Валле.

## Галерея

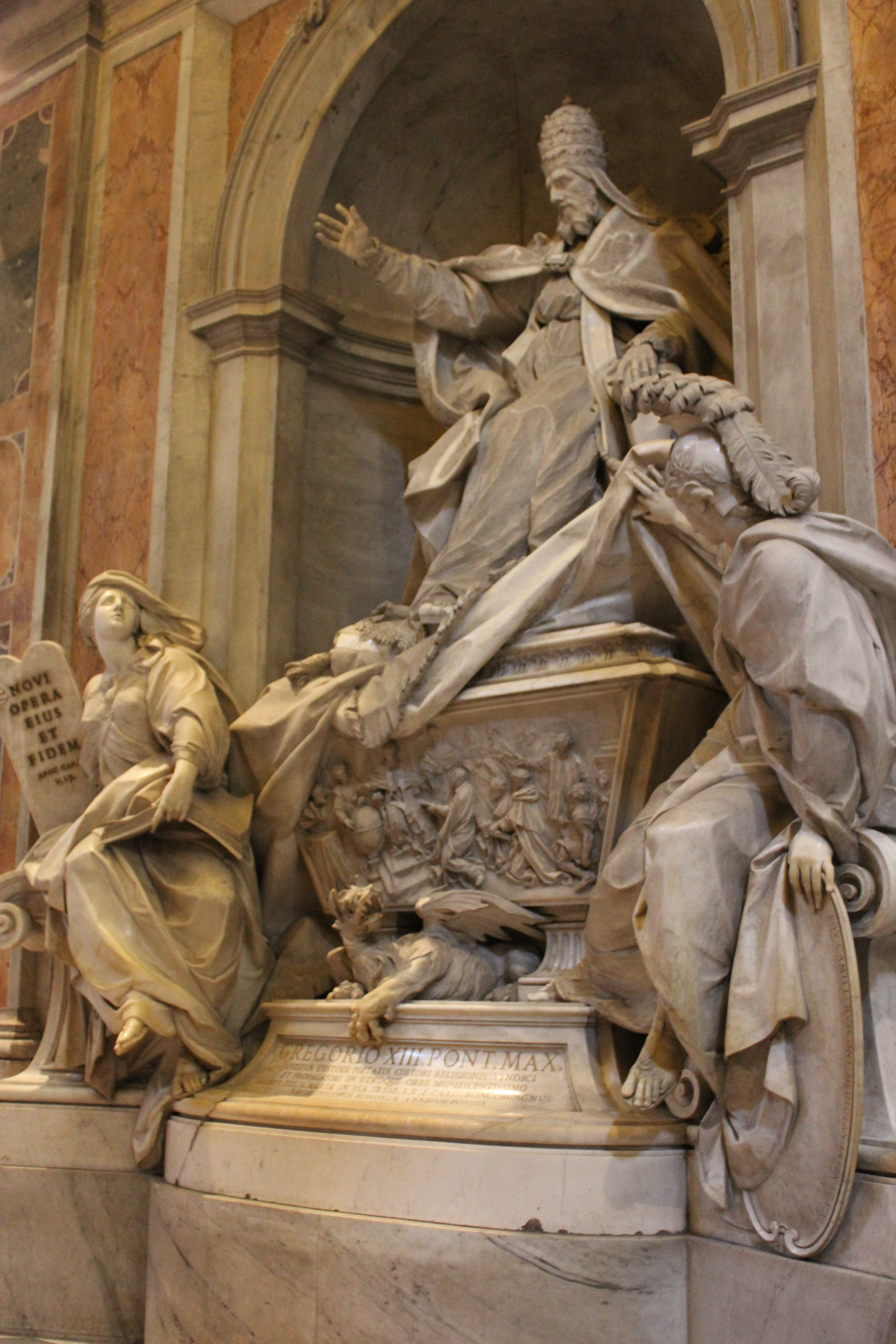
Памятник папе Григорию XIII. 1715–1723. Собор Святого Петра, Ватикан
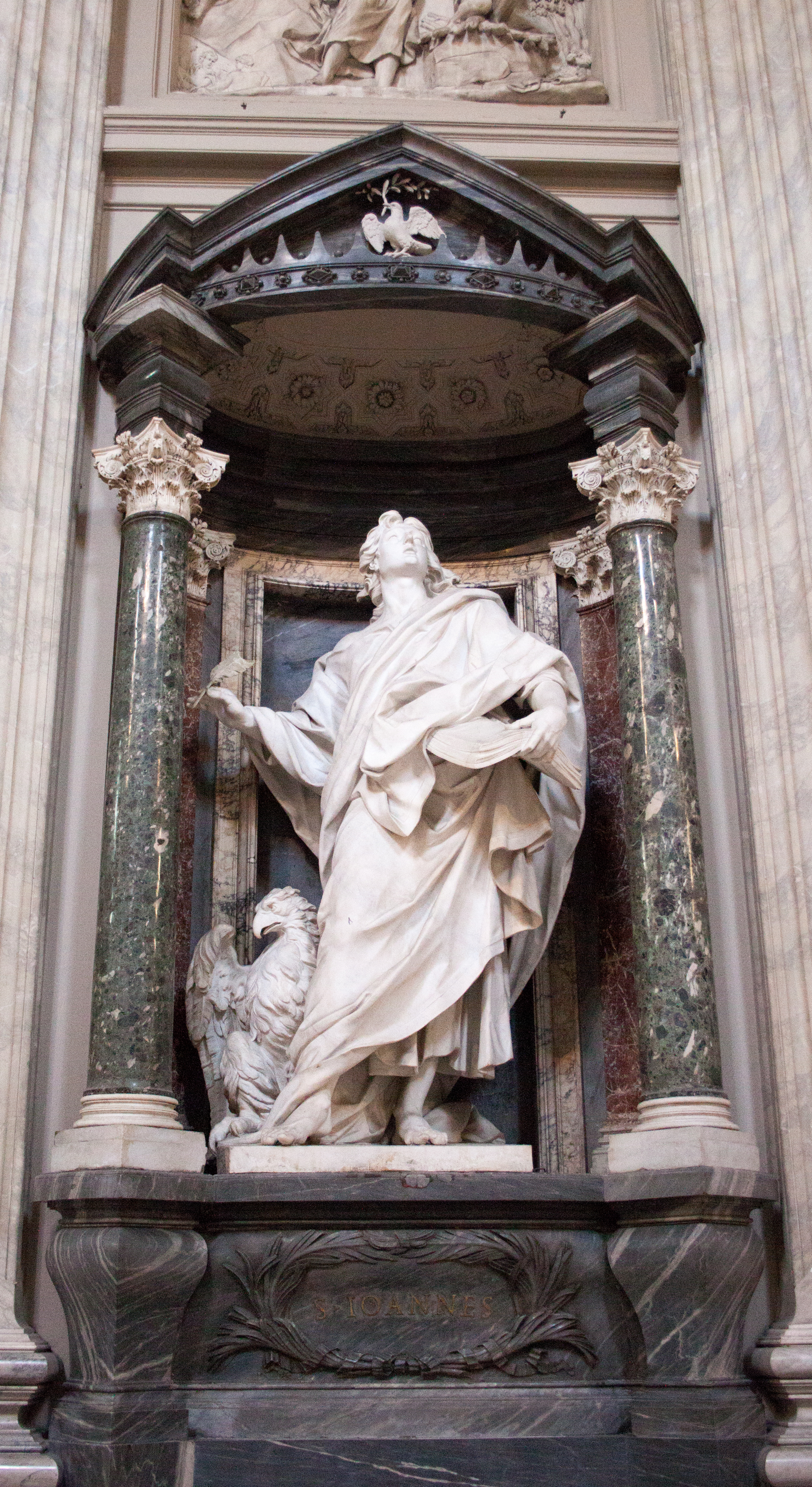
Апостол Иоанн. 1708—1718. Базилика Сан-Джованни-ин-Латерано, Рим
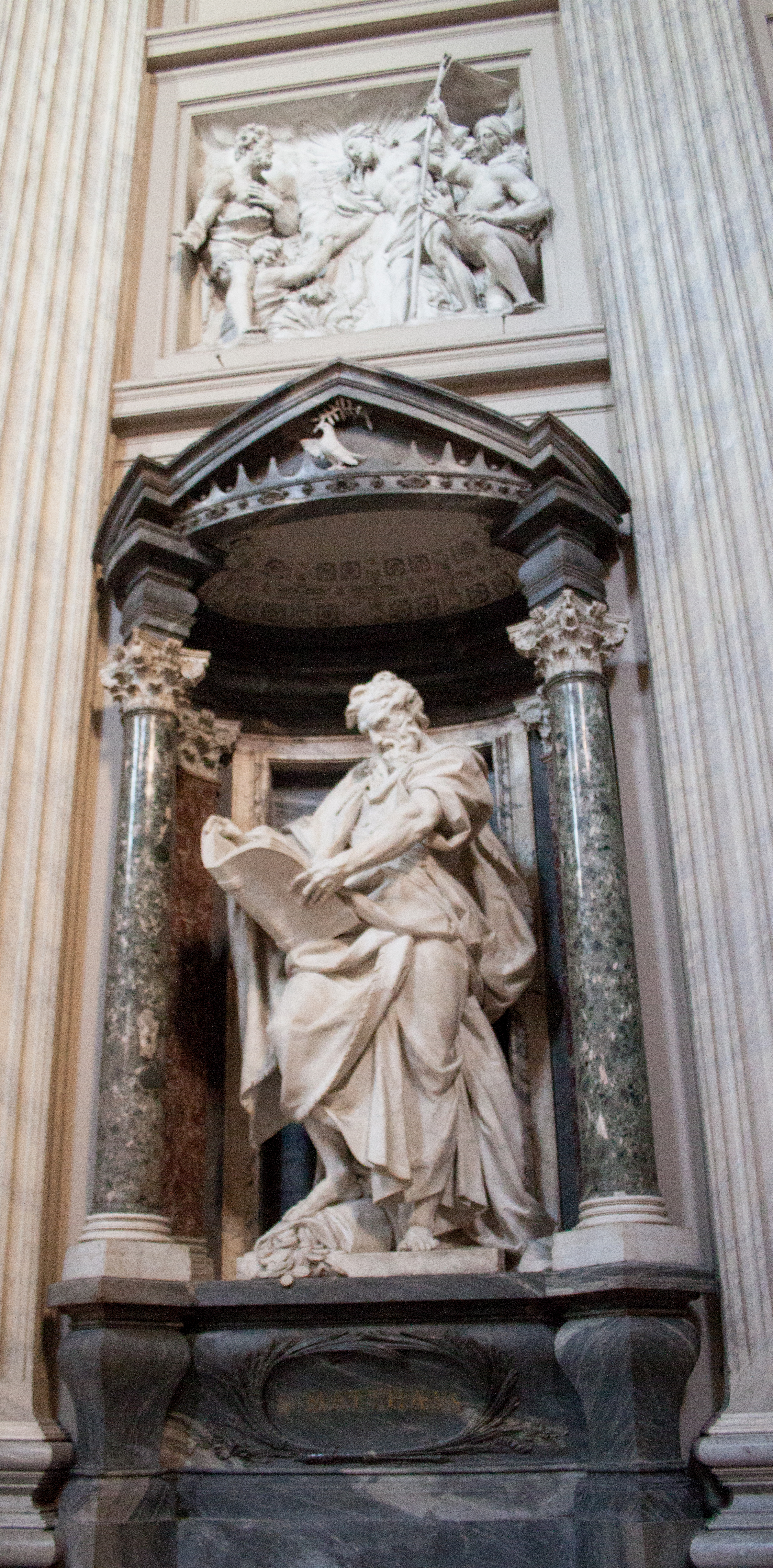
Апостол Матфей. 1708—1718. Базилика Сан-Джованни-ин-Латерано, Рим
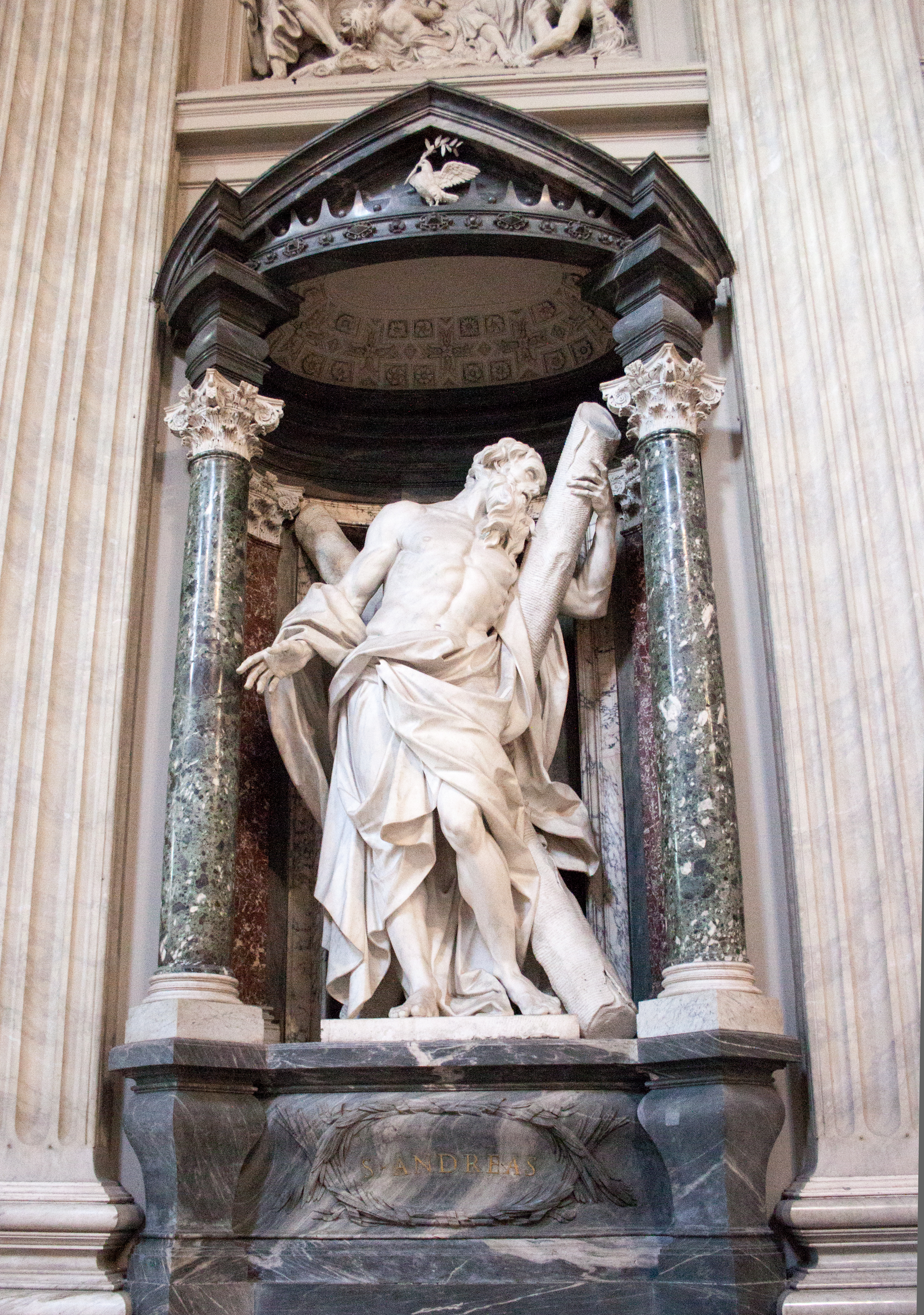
Апостол Андрей. 1708—1718. Базилика Сан-Джованни-ин-Латерано, Рим
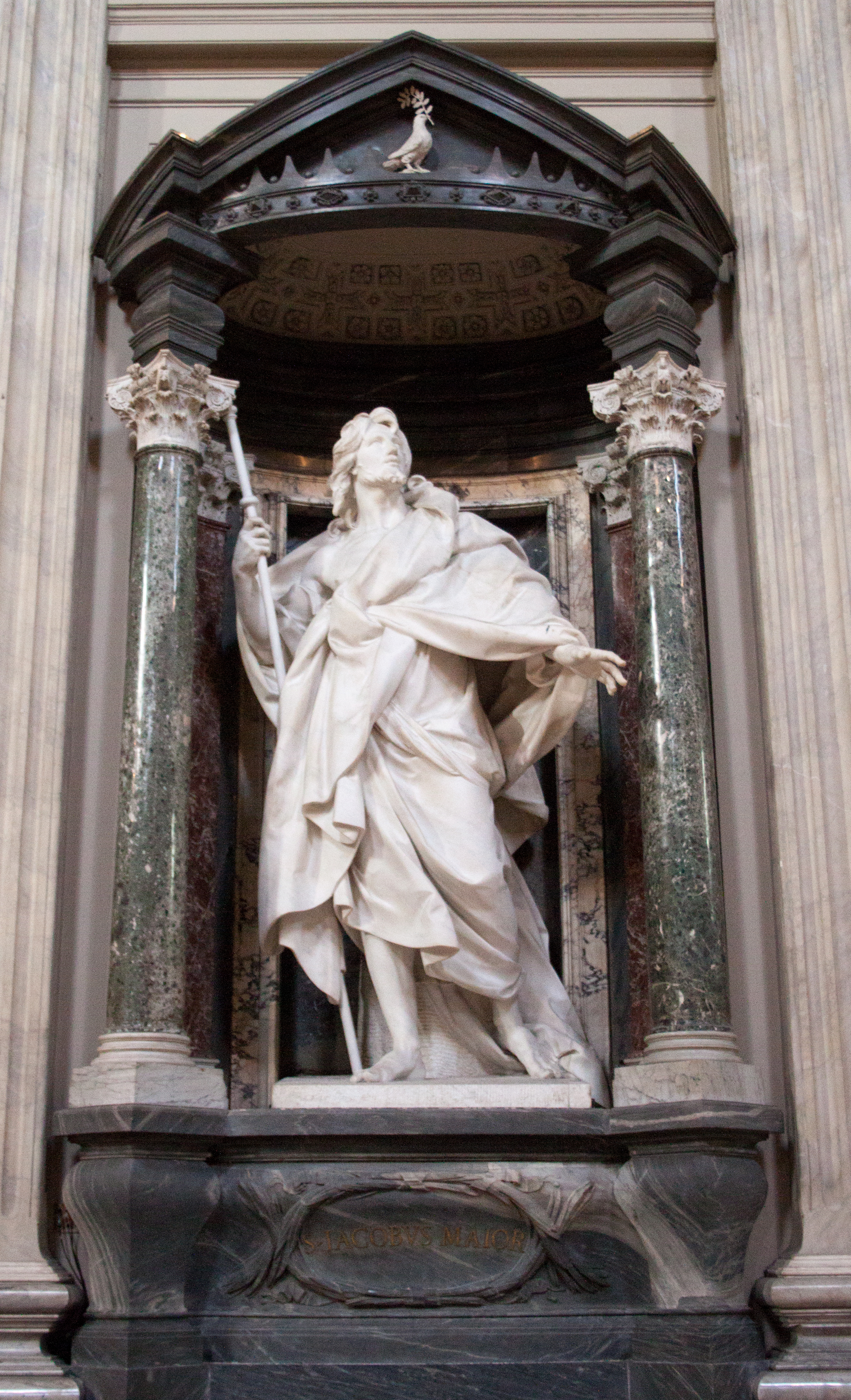
Апостол Иаков Старший. 1708—1718. Базилика Сан-Джованни-ин-Латерано, Рим
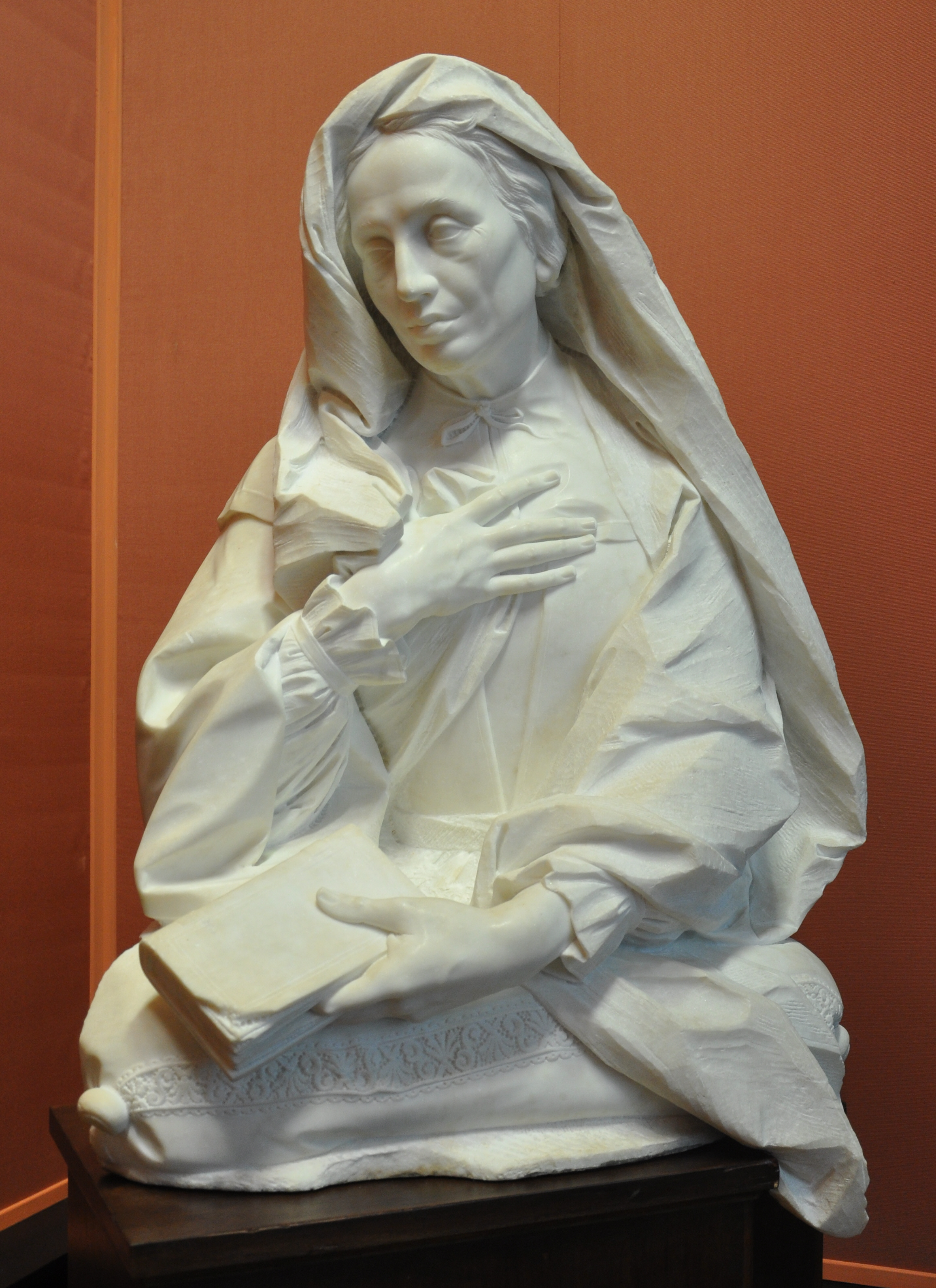
Портрет Джулии Альбани дельи Абати Оливьери. 1719—1720. Музей истории искусств, Вена